# Morpho justitiae
Morpho justitiae är en fjärilsart som beskrevs av Osbert Salvin och Frederick DuCane Godman 1868. Morpho justitiae ingår i släktet Morpho och familjen praktfjärilar. Inga underarter finns listade i Catalogue of Life.